# سیارک ۱۱۵۹۵
سیارک ۱۱۵۹۵ (به انگلیسی: 11595 Monsummano، نامگذاری:1995KN) یازده هزار و پانصد و نود و پنجمین سیارک کشف شده‌است که در ۲۳ مه ۱۹۹۵ کشف شد.
قدر مطلق سیارک برابر ۱۴٫۴۰ است.